# Alakurtti
Alakurtti (russisch Алакуртти; finnisch Alakurtti) ist ein Dorf (selo) in Russland in der Oblast Murmansk mit 3424 Einwohnern (Stand 14. Oktober 2010).

## Geschichte
Alakurtti war bis 1940 ein Teil der finnischen Provinz Lappland.
Bevölkerungsentwicklung
| Jahr | Einwohner |
| ---- | --------- |
| 2002 | 6671      |
| 2010 | 3424      |

Anmerkung: Volkszählungsdaten

## Infrastruktur
In Alakurtti besteht der Flugplatz Alakurtti. Seit Januar 2015 ist dieser Stützpunkt der 80. unabhängigen mechanisierten Infanterie-Brigade der russischen Nordflotte; zuvor war der Stützpunkt seit 2009 ungenutzt.
Hier endet das noch betriebene, 99 km lange russische Teilstück der Bahnstrecke Laurila–Kandalakscha, einer Nebenstrecke, die im Bahnhof Rutschi-Karelskije von der Murmanbahn abzweigt. Die westliche Verlängerung der Strecke, die früher Russland mit Finnland verband, ist stillgelegt.

## Söhne und Töchter der Stadt
- Galina Schirschina (* 1979), Politikerin und Psychologin

## Einzelnachweise

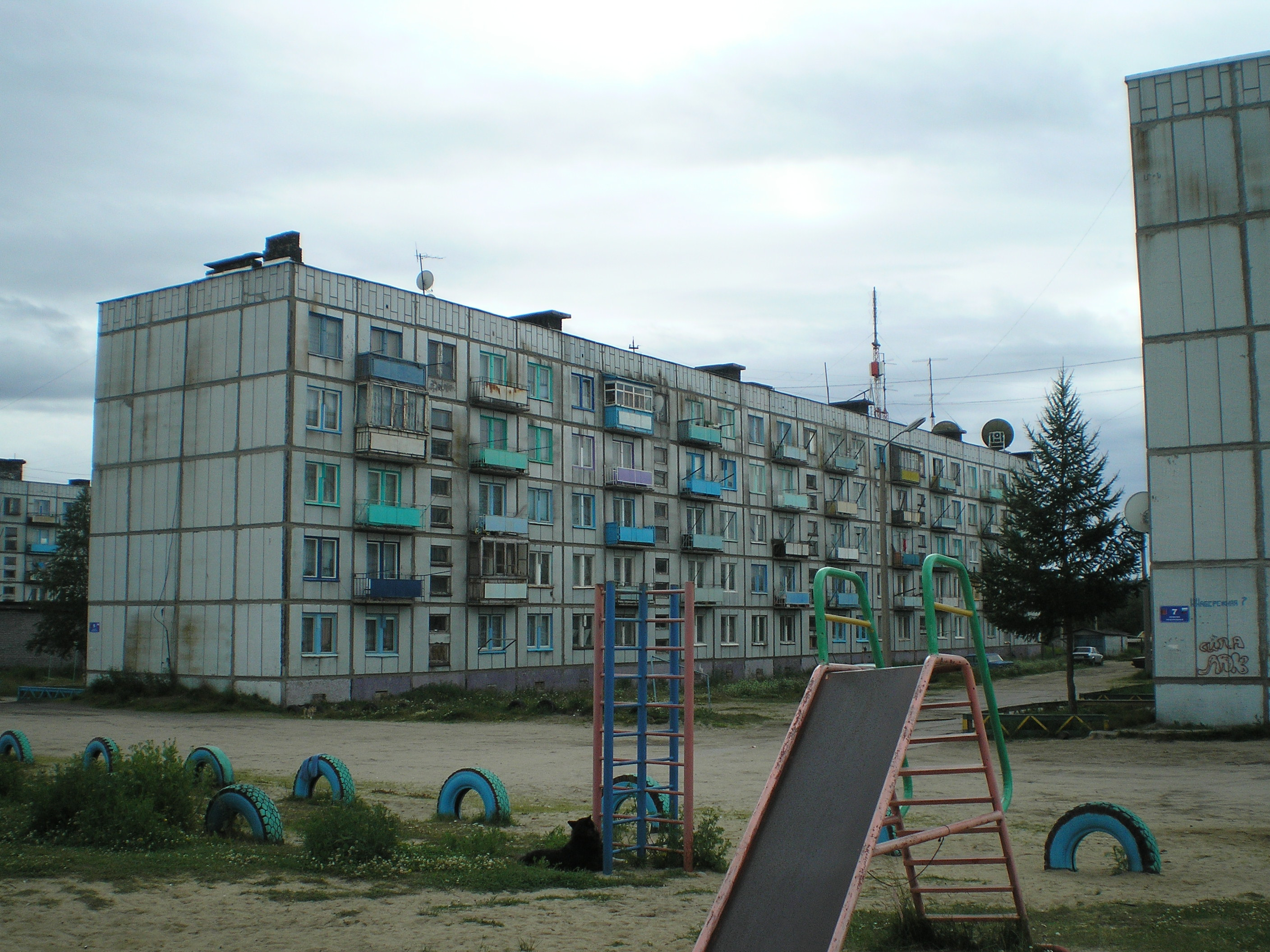
Alakurtti heute